# Pycnetron pix
Pycnetron pix är en stekelart som beskrevs av Prinsloo 2005. Pycnetron pix ingår i släktet Pycnetron och familjen puppglanssteklar. Inga underarter finns listade i Catalogue of Life.